# Herbert J. Matthias

Herbert J. Matthias (1974)

Herbert Jakob Matthias (* 21. Dezember 1927; † 10. August 2001; heimatberechtigt in Zürich) war ein Schweizer Vermessungsingenieur und Professor an der ETH Zürich.

## Leben
Herbert J. Matthias besuchte von 1935 bis 1942 die Primar- und Sekundarschule in St. Moritz und Celerina sowie von 1942 bis 1945 die Mittelschule am Lyceum Alpinum Zuoz. Von 1946 bis 1952 studierte er Vermessungstechnik an der ETH Zürich. Von 1952 bis 1954 absolvierte er die erforderlichen Praktika in Graubünden und erhielt anschliessend das eidgenössische Patent als Ingenieurgeometer. Von 1955 bis 1956 arbeitete er als Assistent am Geodätischen Institut der ETH. Von 1956 bis 1966 war er wissenschaftlicher Mitarbeiter bei der Firma Kern & Co. AG in Aarau. 1961 promovierte er an der ETH bei Fritz Kobold. Von 1962 bis 1974 war er aargauischer Bezirksgeometer und Inhaber eines Ingenieur- und Vermessungsbüros in Lenzburg. Im April 1974 wurde er zum ordentlichen Professor für Amtliche Vermessung und Ingenieurvermessung an die ETH Zürich berufen. Bis zu seiner Emeritierung im Jahre 1993 wirkte er an den Abteilungen für Bauingenieurwesen sowie Kulturtechnik und Vermessung. Während zweier Amtsperioden leitete er als Vorsteher das Institut für Geodäsie und Photogrammetrie.

## Forschung
Neben seiner Lehrverpflichtung engagierte er sich in besonderem Masse für die Reform der Amtlichen Vermessung der Schweiz und war Herausgeber und Autor einer Buchreihe zu dieser Thematik. Das Projekt «Roboter-Theodolit», das international grosse Anerkennung fand, gilt als vorbildliche Zusammenarbeit zwischen verschiedenen ETH-Instituten, der Industrie und externen Fachberatern. Bei EMERIT International haben seine instrumentellen Erfindungen und Entwicklungen grosse Anerkennung gefunden. Er ist Autor von über 120 Publikationen.

## Mitgliedschaften und Auszeichnungen
- 1976: Vizepräsident der Fédération Internationale des Géomètres (FIG)[6]
- 1977–1981: Präsident der Fédération Internationale des Géomètres (FIG)[7]
- seit 1983: Ehrenpräsident der Fédération Internationale des Géomètres (FIG)[2]
- seit 1983: Ehrenmitglied der Royal Institution of Chartered Surveyors[2]
- 1984–1989: Chefredaktor der Zeitschrift Vermessung, Photogrammetrie, Kulturtechnik: VPK[2]

## Publikationen (Auswahl)
- Umfassende Behandlung der Theodolitachsenfehler auf vektorieller Grundlage unter spezieller Berücksichtigung der Taumelfehler der Kippachse. Diss. Techn. Wiss. ETH Zürich, Nr. 3096, 1961, doi:10.3929/ethz-a-000399700.
- mit Paul Kasper, Dieter Schneider: Amtliche Vermessungswerke, AVW. Sauerländer, Aarau 1980–1988.
- Metrologie: eine ebenso propädeutische wie integrierende Wissenschaft. Abschiedsvorlesung am 4. Februar 1994 (= IPG-Mitteilungen. Nr. 55). Institut für Geodäsie und Photogrammetrie, ETH Zürich, Zürich 1995 (PDF; 5,6 MB).